# 도부 백화점

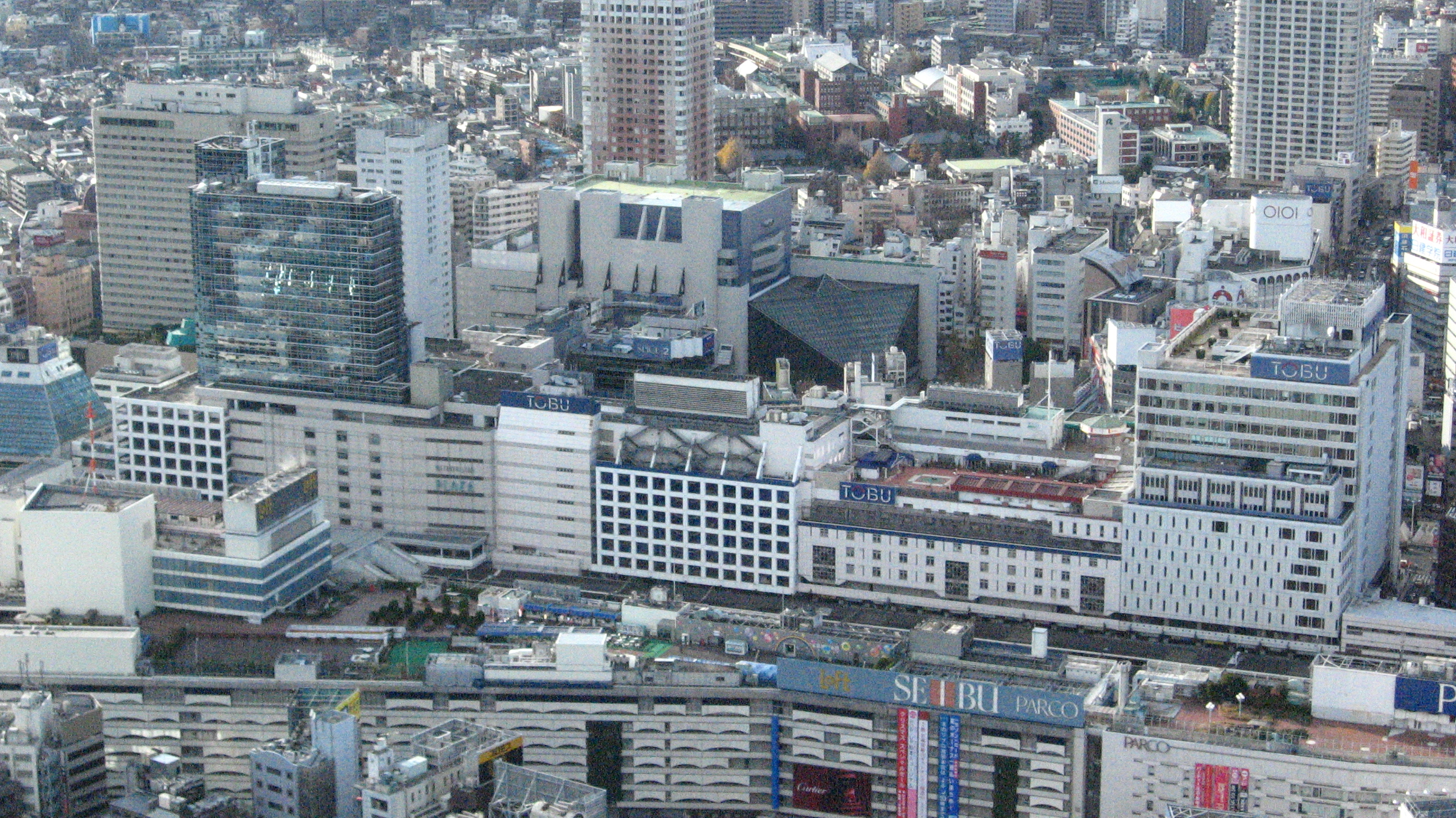
도부 백화점 (이케부쿠로점)

도부 백화점은 일본의 백화점으로 터미널 백화점이다. 도부 철도에서 운영한다. 이케부쿠로점이 본점이다. 이케부쿠로점은 이케부쿠로역 서쪽 출구와 바로 연결되어 교통이 편리하다. 특이하게도, 백화점의 매장 구분을 1~11번지로 한다. 지하 1~2층은 식품을 팔고, 1층은 화장품, 2~4층은 여성복, 5층은 신사복, 6층은 잡화점, 7층은 아사히야 서점, 8층은 스포츠 매장, 9층은 포목 잡화, 10층은 특별 전시장, 11~15층은 레스토랑가로 구성되어 있다.

## 우쓰노미야점
도부 백화점의 자회사인 도부 우쓰노미야 백화점이 운영한다. 도부 우쓰노미야선 도부 우쓰노미야역 개찰구와 바로 연결되어 서쪽 출구에는 버스 터미널도 갖추어 대중교통 이용이 편리하다.